# Pojazdy Szynowe Pesa Bydgoszcz
Pojazdy Szynowe Pesa Bydgoszcz SA (Pesa; deutsch Schienenfahrzeuge Bromberg AG) ist ein Unternehmen aus der polnischen Stadt Bydgoszcz, das auf den Bau von Schienenfahrzeugen spezialisiert ist.

## Geschichte
Am 27. Juli 1851 wurde in der damals noch preußischen, später auch deutschen Stadt Bromberg ein Reparaturbetrieb der Preußischen Ostbahn eröffnet. Er umfasste ursprünglich ein Lokdepot und eine Schmiede. 1855 wurde ein Verwaltungsgebäude und 1856 ein Reparaturgebäude für Dampflokomotiven und Wagen errichtet. Anfang des 20. Jahrhunderts wurden täglich bis zu vier Lokomotiven und zehn Wagen fertiggestellt. Mit 1370 Mitarbeitern und 70 Lehrlingen war es 1907 der größte Arbeitgeber in der Stadt. Als die Stadt nach dem Ende des Ersten Weltkriegs an Polen fiel, stellte das Unternehmen ab 1920 dann Züge für die Polnische Staatsbahn wieder her, es hieß PKP Warsztaty Głowne I kl. (Hauptwerkstatt der Klasse 1). 1939 bis 1945 fungierte es als Reichsbahnausbesserungswerk Bromberg. Den Zweiten Weltkrieg überstand das Werk ohne größere Schäden oder Zerstörungen. 1950 wurde es wie alle Ausbesserungswerke als ZNTK bezeichnet. In den 1950er Jahren waren bis zu 5200 Menschen dort beschäftigt. 1982 wurde es schließlich in die Polnische Staatsbahn eingegliedert.
Nach dem Ende des Kommunismus in Polen wurde das Unternehmen 1991 aus der Polnischen Staatsbahn ausgegliedert. 1995 wurde das Werk vom damaligen Management übernommen. Wurden zunächst nur Triebzüge repariert, kamen bald auch andere Aufgaben wie Doppelstockwagen und Schlaf- und Liegewagen dazu. 2001 wurde es in eine Holding überführt; mit der Privatisierung ging die Umfirmierung in Pojazdy Szynowe Pesa Bydgoszcz Spółka Akcyjna Holding einher. Der Schwerpunkt wurde nun auf den Neubau von Fahrzeugen gesetzt.
Das heutige Betriebsgelände des Fahrzeugbauers liegt in unmittelbarer Nähe zum Bahnhof Bydgoszcz Główna, dem Hauptbahnhof der Stadt.
Seit August 2008 ist die  ZNTK „Mińsk Mazowiecki“ in die Gruppe von Pesa Bydgoszcz eingegliedert.
Durch Schadensersatzzahlungen wegen Lieferverzögerungen, einem Auftragseinbruch in den Jahren 2016 und 2017 sowie dem Verfall des Rubelkurses geriet das Unternehmen in finanzielle Schwierigkeiten. Am 7. November 2017 wurde mit einem Bankenkonsortium (PKO Bank Polski als Konsortialführer) ein Kreditvertrag in Höhe von 200 Mio. Złoty unterzeichnet, dessen Voraussetzung der Einstieg eines neuen Investors ist. Pesa vereinbarte mit dem staatlichen Polnischen Entwicklungsfonds die Einzelheiten einer fast vollständigen Übernahme, die Mitte Juni 2018 finalisiert werden sollte. Tatsächlich wurde der letzte Vertrag am 17. Juli unterschrieben. In das Unternehmen sollen 300 Mio. Złoty investiert werden.

## Fahrzeuge
Mit dem 214 M wurde 2001 der erste selbstentwickelte Dieseltriebwagen präsentiert. 2004 folgte der erste Elektrotriebwagen (PKP-Baureihe EN 59). Auch der Bau von Straßenbahnwagen wurde aufgenommen.
Zu den Schienenfahrzeugen, die von Pesa gebaut werden, gehören die Triebwagen der Baureihen ED59, ED74, ED95, ED161, SA103, SA106, SA131, SA132, SA133 und Link sowie die Straßenbahn-Gelenktriebwagen-Baureihen Tramicus, Swing, Twist und Jazz.
Pesa baut auch Triebwagen für die italienischen Regionalbahnen Ferrovie del Sud Est, Ferrovie Nord Milano und die litauische Lietuvos geležinkeliai. 2012 hat die Deutsche Bahn einen Vertrag über die Lieferung von bis zu 470 Dieseltriebzügen des Typs Link mit der Pesa geschlossen, aufgrund anhaltender Probleme mit den Fahrzeugen kam es jedoch lediglich zur Auslieferung von 71 Exemplaren.
Der Vertrag mit der bayerischen Regentalbahn AG, deren Fahrzeuge eigentlich im Dezember 2014 den Betrieb aufnehmen sollten, wurde im März 2015 seitens der Regentalbahn gekündigt, da die Fahrzeuge in Deutschland keine Zulassung erhalten hatten und anscheinend schwerwiegende Probleme bestanden, diese zu erlangen.
Im Juni 2016 bekam der Pesa Link die Zulassung in Deutschland und wird ab Juli 2016 bei der Niederbarnimer Eisenbahn eingesetzt.
2012 wurde mit der Gama die erste Elektrolokomotive präsentiert, 2014 folgte die erste dieselelektrische Variante der Gama.
Im September 2021 hat PESA eine mit Wasserstoff betriebene Lokomotive präsentiert.

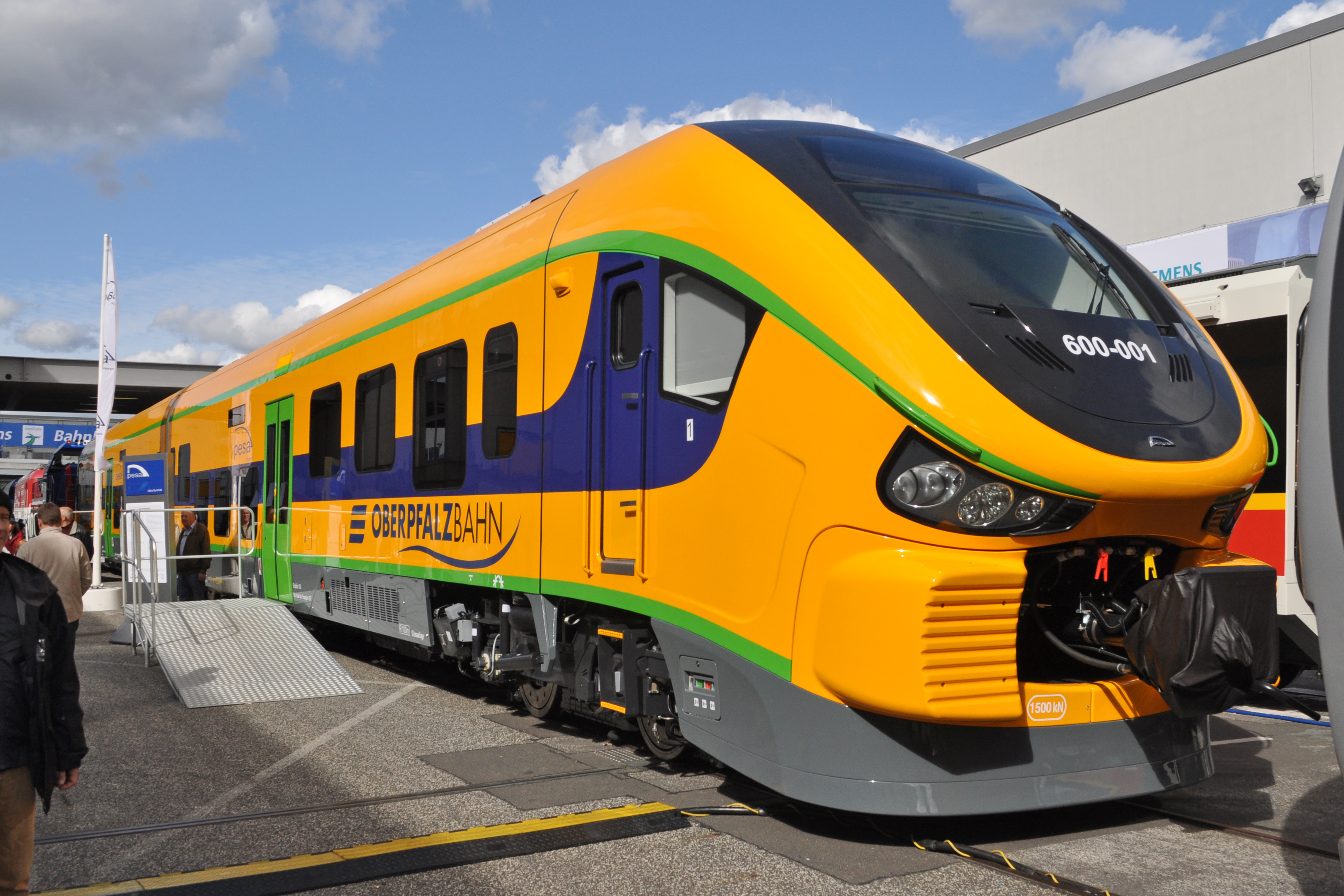
Dieseltriebzug Pesa Link
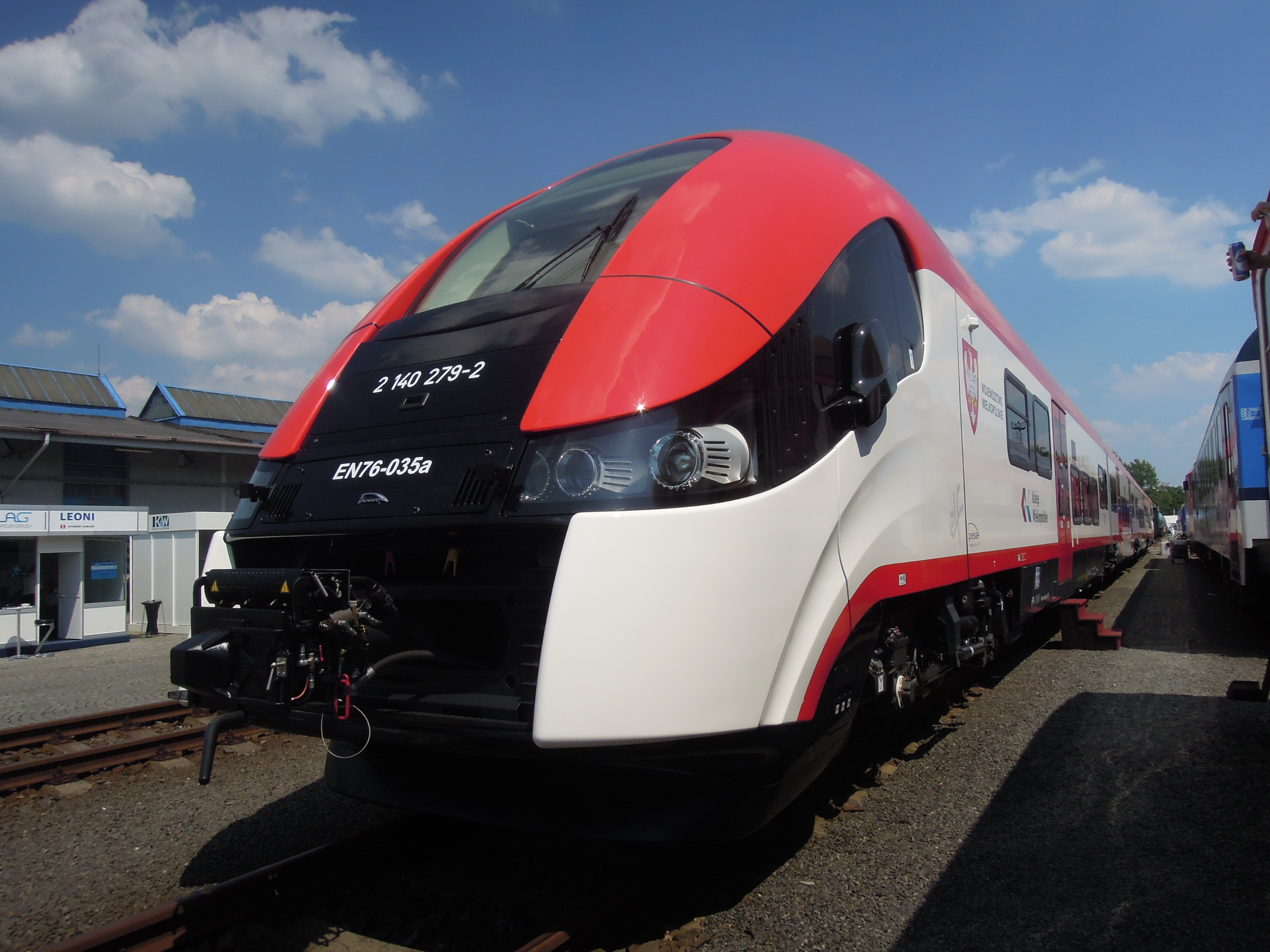
Elektrotriebzug Pesa Elf
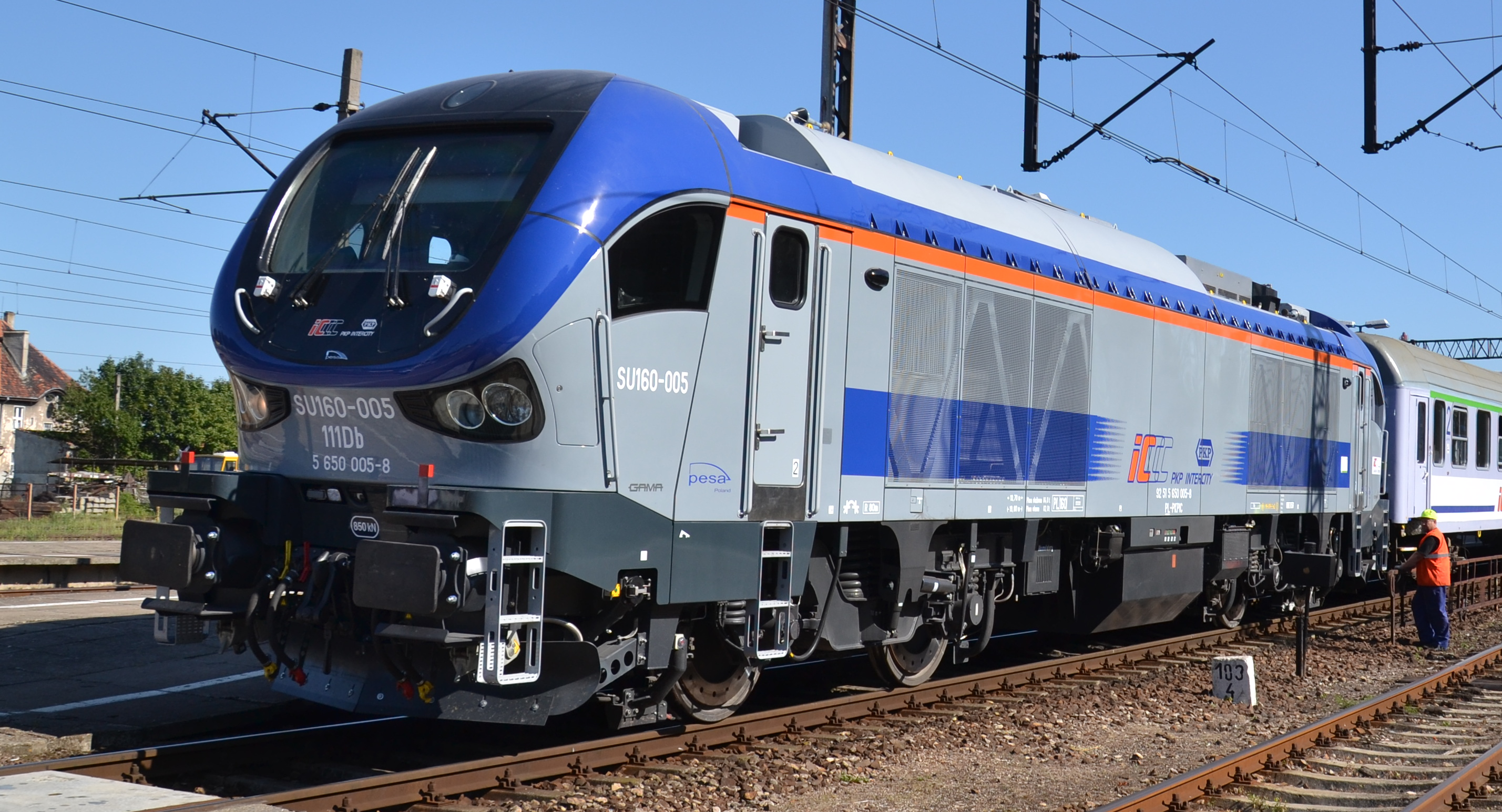
Diesellokomotive Pesa Gama
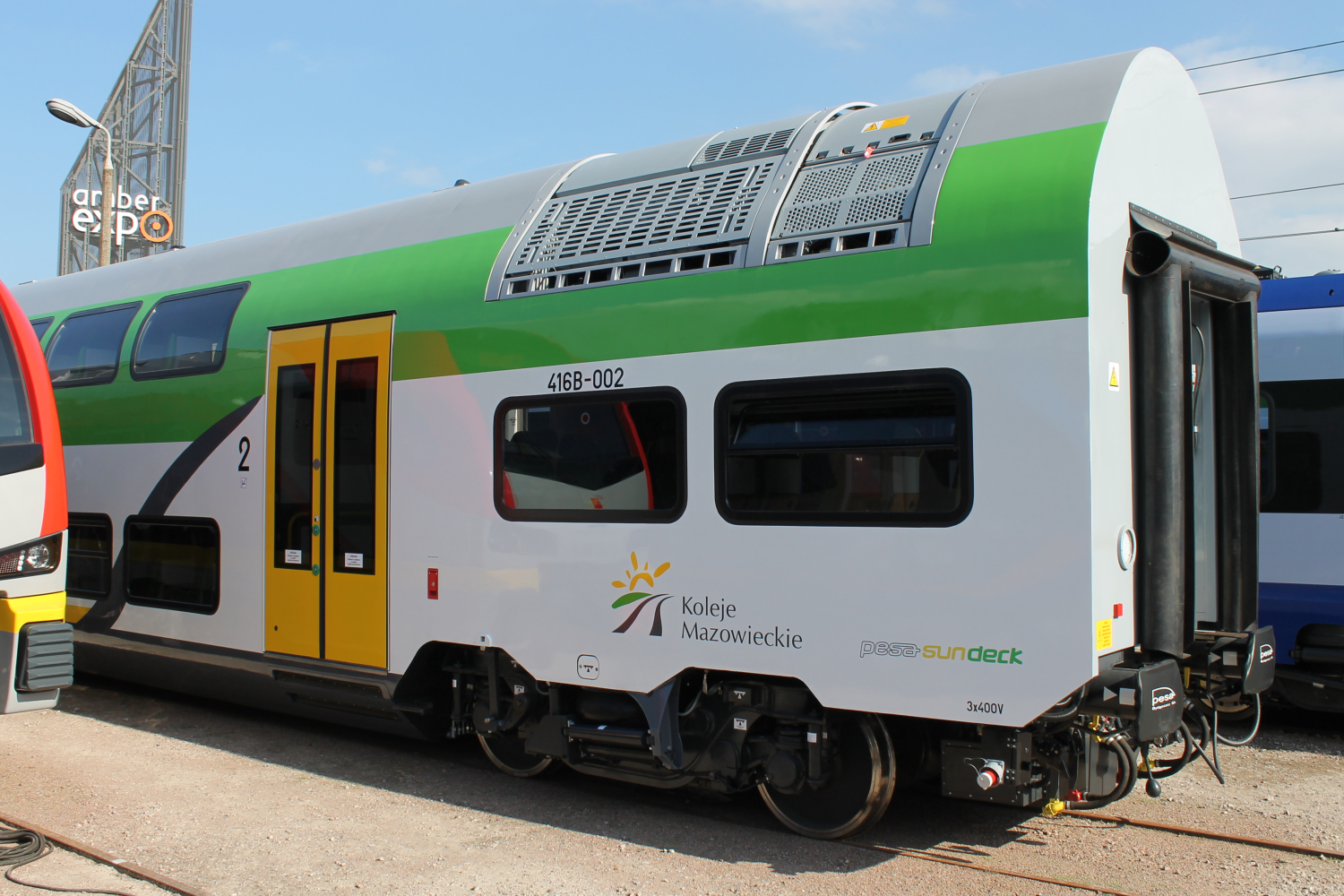
Doppelstockwagen Pesa Sundeck
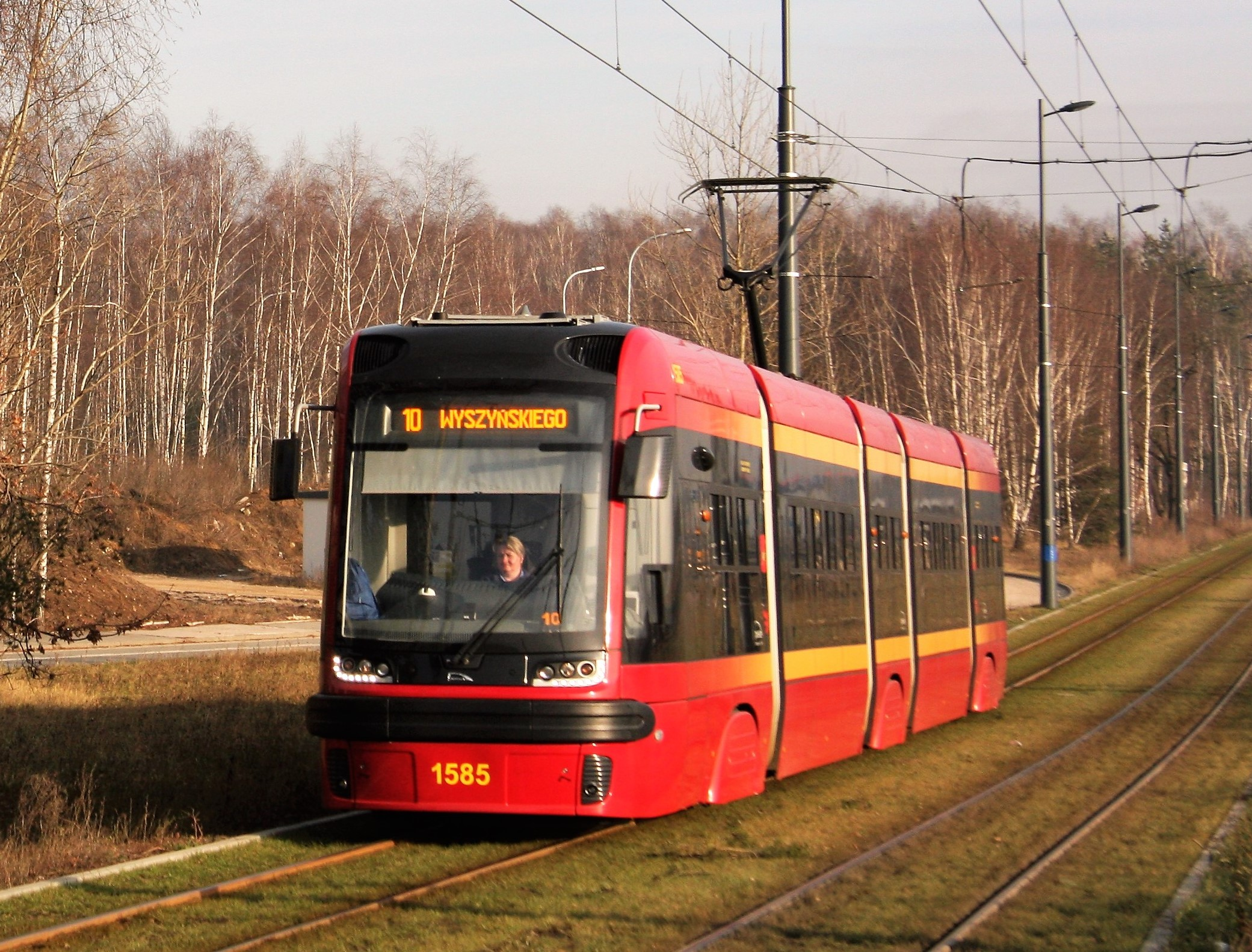
Straßenbahn-Gelenktriebwagen Pesa Swing, im Bild ein 122Nal in Łódź
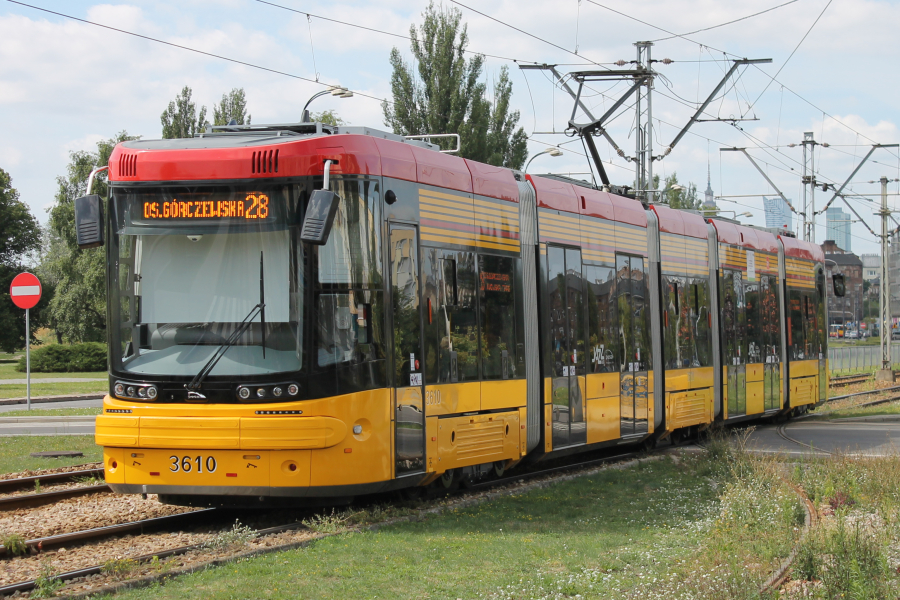
Straßenbahn-Gelenktriebwagen Pesa Jazz Duo
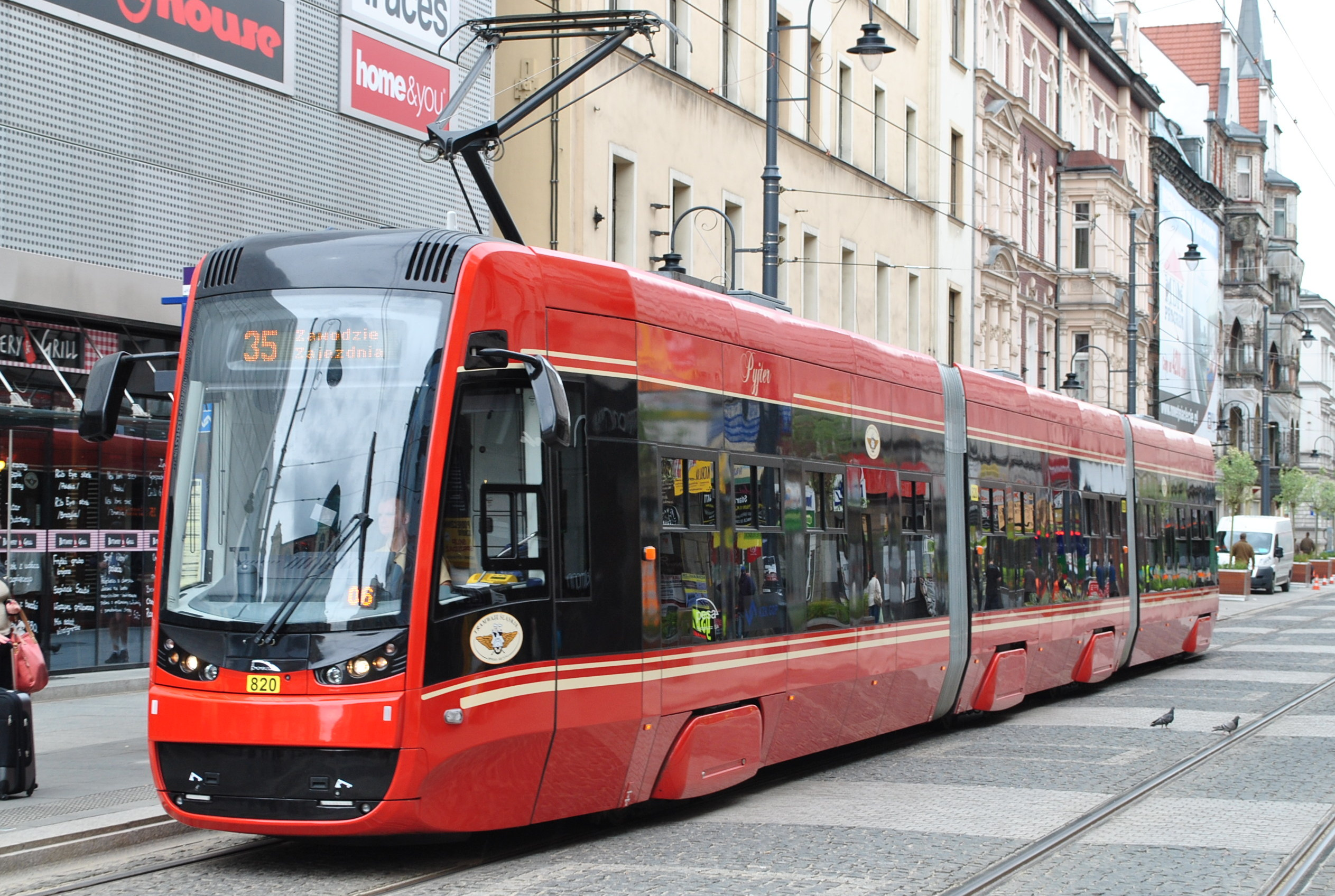
Straßenbahn-Gelenktriebwagen Pesa Twist
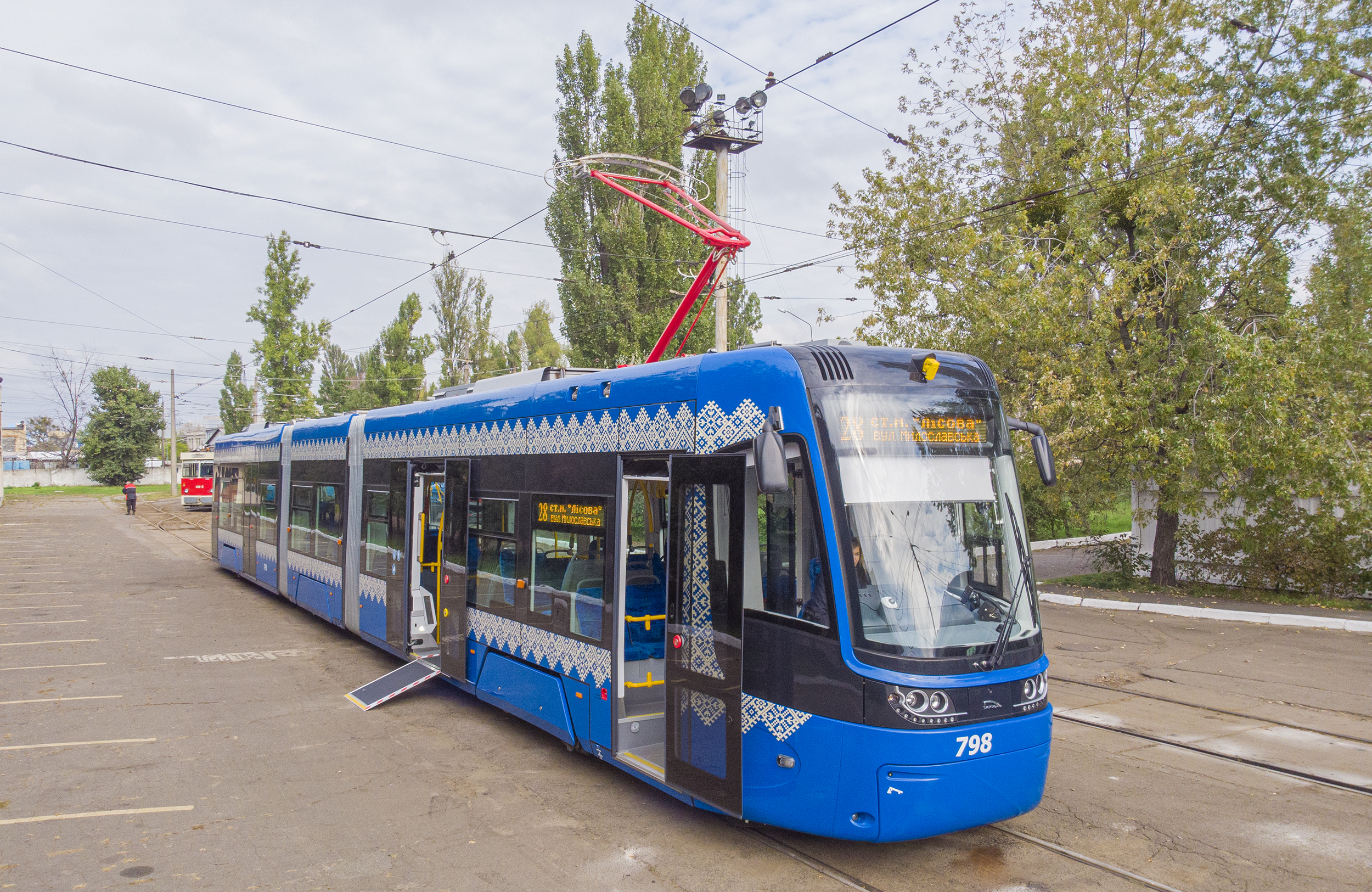
Straßenbahn-Gelenktriebwagen Pesa Fokstrot

## Beschäftigung
Nach dem Zweiten Weltkrieg konnte Pesa Bydgoszcz einen starken Anstieg hinsichtlich der Beschäftigung verzeichnen. Dieser Trend stoppte im Jahr 1955 mit 5229 Beschäftigten. Ab diesem Zeitpunkt und nach einer zwischenzeitlichen Anstiegsphase (1962–1970) verringerte sich die Anzahl der Mitarbeiter bis zum Jahr 2000 (997 Mitarbeiter) sukzessive. Seit 2001 kann wieder ein Anstieg beobachtet werden.